# Чрезмерная рвота беременных
Чрезме́рная рво́та бере́менных (гиперемезис беременных; лат. hyperemesis gravidarum) — патологическое состояние первой половины беременности, относящееся к раннему токсикозу, характеризующееся частой и многократной рвотой (иногда ≥ 20 эпизодов в сутки), приводящей к обезвоживанию, нарушению водно-электролитного и кислотно-основного баланса, кетозу, потере массы тела и дистрофическим изменениям в органах. Выделяют лёгкую, умеренную и тяжёлую формы; при тяжёлой возможны жизнеугрожающие осложнения для матери и плода. Чем раньше состояние возникает, тем тяжелее протекает. В 1 % случаев чрезмерная рвота может привести к неблагоприятному исходу для матери и плода.
В отличие от этого, так называемая «утренняя тошнота» (morning sickness) — распространённое доброкачественное проявление ранней беременности, встречающееся примерно у 50—60 % женщин, обычно ограничивается тошнотой и рвотой до 2—3 раз в сутки, преимущественно по утрам натощак, не сопровождается существенными метаболическими нарушениями и обычно самостоятельно проходит к 12—13-й неделе гестации.

## Симптомы и диагностика
Симптомы, связанные с гиперемезисом беременных, включают стойкую тошноту, рвоту, повторяющуюся несколько раз в день, потерю веса, уменьшение аппетита, обезвоживание и возможное предобморочное состояние или обморок.
Слюнотечение беременных может быть связано со рвотой или являться самостоятельной формой раннего гестоза, приводя к обезвоживанию организма и гипопротеинемии.
Для диагностики рвоты беременных проводят оценку общего состояния, подсчёт частоты рвоты, контроль массы тела, лабораторные исследования, включающие коагулограмму, общий клинический анализ мочи и исследование мочи на наличие ацетона, контроль кислотно-щелочного состояния и газов крови, электрокардиографию, клинический анализ крови с определением тромбоцитов и гематокрита, а также биохимический анализ крови, включающий общий белок и его фракции, мочевину, креатинин, билирубин, электролиты (калий, хлор, натрий) и печёночные ферменты.
При рвоте беременных по степени тяжести выделяются следующие симптомы:
| Симптомы                                          | Степень тяжести рвоты беременных | Степень тяжести рвоты беременных    | Степень тяжести рвоты беременных         |
| ------------------------------------------------- | -------------------------------- | ----------------------------------- | ---------------------------------------- |
| Симптомы                                          | Лёгкая                           | Средняя                             | Тяжёлая (чрезмерная)                     |
| Частота рвоты в сутки                             | 3—5 раз                          | 6—10 раз                            | 11—15 раз и чаще (вплоть до непрерывной) |
| Систолическое АД                                  | 120—110 мм рт.ст                 | 110—100 мм рт.ст                    | ниже 100 мм рт.ст                        |
| Частота пульса в минуту                           | 80—90                            | 90—100                              | свыше 100                                |
| Желтушность склер и кожи                          | Отсутствует                      | У 5—7 %                             | У 20—30 %                                |
| Увеличение температуры тела до субфебрильных цифр | Отсутствует                      | Наблюдается редко                   | Наблюдается часто (у 35—80 %)            |
| Гипербилирубинемия                                | Отсутствует                      | 21—40 мкмоль/л                      | 21—60 мкмоль/л                           |
| Кетонурия                                         | +, ++                            | +, ++, +++ (периодически у 20—50 %) | +++, ++++ (у 70—100 %)                   |
| Сухость кожных покровов                           | +                                | ++                                  | +++                                      |
| Диурез                                            | 900—800 мл                       | 800—700 мл                          | Менее 700 мл                             |
| Стул                                              | Ежедневно                        | Один раз в 2—3 дня                  | Задержка стула                           |

## Осложнения
При некорректном лечении чрезмерной рвоты беременных может развиться анемия, гипонатриемия, энцефалопатия Вернике, почечная недостаточность, центральный понтинный миелинолиз, коагулопатия, атрофия, синдром Маллори — Вейсса, гипогликемия, желтуха, нарушение питания, пневмомедиастинум, рабдомиолиз, ухудшение физического состояния, тромбоз глубоких вен, тромбоэмболия лёгочной артерии, вагоспазм артерий большого мозга. Депрессия и посттравматическое стрессовое расстройство также являются частыми вторичными осложнениями гиперемезиса беременных, при этом эмоциональная поддержка может оказывать положительный терапевтический эффект.

## Эпидемиология
Тошнота и рвота наблюдаются у большинства беременных — по разным данным, у 50—80 %, однако лишь в 8—10 % случаев эти симптомы носят патологический характер и рассматриваются как осложнение беременности (ранний токсикоз).
Частота чрезмерной рвоты беременных по различным отчётам варьирует: указывается 0,3—1,5 % случаев (у большинства авторов — 0,5 %).

## Этиология
Причины чрезмерной рвоты беременных окончательно не установлены. Предполагается, что ключевое значение имеют нарушения взаимодействия центральной нервной системы с внутренними органами. Высокое значение имеет повышенная возбудимость подкорковых структур, где расположены рвотный центр, хеморецепторная триггерная зона и связанные с ними вегетативные центры. Это объясняет сочетание тошноты, рвоты и сопутствующих вегетативных проявлений (слюнотечение, тахикардия, побледнение кожи). Патологическая реакция может быть связана с нарушением работы рецепторов матки, изменением физиологических связей между организмом матери и трофобластом, а также с гормональными сдвигами, включая повышение уровня хорионического гонадотропина (особенно выраженное при многоплодной беременности и пузырном заносе). К предрасполагающим факторам относят хронические заболевания желудочно-кишечного тракта и печени, астенический синдром; обсуждается возможная роль бактерий Helicobacter pylori.

## Классификация и степень тяжести
Выделяют три степени рвоты беременных:
- I степень — лёгкая форма. Частота рвоты не превышает 5 раз в сутки. Общее состояние не страдает. Потеря массы не превышает 2—3 кг, частота пульса не более 80 уд/мин, анализы мочи и крови в норме.
- II степень — рвота средней тяжести. Беспокоит слабость, головокружение, иногда субфебрилитет. Рвота от 6 до 10 раз в сутки, потеря массы тела более 3 кг за 7—10 дней, пульс учащён до 90—100 уд/мин, АД несколько снижено. В анализах мочи — положительная реакция на ацетон.
- III степень — чрезмерная (тяжёлая) рвота беременных. Рвота повторяется до 20—25 раз в сутки, общее состояние резко ухудшается, нарушен сон, потеря массы тела до 8 — 10 кг и более. Беременная не может принимать пищу и воду, из-за чего развивается обезвоживание и метаболические нарушения. Температура повышается до 37,2 — 37,5°С, пульс до 120 уд/мин, АД снижается, диурез снижен. В анализах мочи положительная реакция на ацетон (+++ или ++++), белок и цилиндры. В крови повышается билирубин, креатинин. В настоящее время эта степень встречается очень редко.

В МКБ-10 рвота беременных делится на лёгкую или умеренную рвоту (O21.0), чрезмерную или тяжёлую с нарушением обмена веществ (O21.1), а также позднюю рвоту (O21.2), начинающуюся после 22 полных недель беременности. Чрезмерная (тяжёлая) рвота начинается в сроки до 22 недель беременности, а среди типичных нарушений обмена веществ отмечается обезвоживание организма, нарушение водно-солевого обмена и истощение запаса углеводов.

## Прогноз
Неблагоприятными прогностическими симптомами являются повышение температуры тела свыше 38 °C без наличия инфекции, желтушный оттенок кожи, стойкая тахикардия свыше 120 ударов в минуту, высокие уровни билирубина, а также галлюцинации или коматозное состояние.
Показаниями для медицинского прерывания беременности являются непрекращающаяся рвота, прогрессирующее снижение массы тела, стойкая ацетонурия в течение нескольких дней, прогрессирующее обезвоживание организма, выраженная тахикардия, нарушение функций нервной системы, гипербилирубинемия и нарастающая желтуха.

## Лечение
Лечение, как правило, амбулаторное под контролем динамики веса и анализа мочи на содержание ацетона. Средней тяжести и тяжёлая степень требует лечение в стационаре и парентерального введения лекарственных препаратов.
Комплексное лечение включает в себя охранительный режим, нормализацию водно-электролитного баланса, приём противорвотных препаратов.
Инфузионная терапия требуется при значительном обезвоживании и интоксикации, используется раствор Рингера — Локка, глюкозы с аскорбиновой кислотой и инсулином. Для коррекции гипопротеинемии используется альбумин и плазма.

### Медикаментозное лечение
Препаратами первой линии считаются антигистаминные средства, включая комбинацию доксиламина с пиридоксином, циклизин, прометазин и дименгидринат, эффективность которых подтверждена, а безопасность при беременности установлена в крупных исследованиях.
Во второй линии применяют метоклопрамид, обладающий хорошей доказательной базой и низким риском тератогенности, а также ондансетрон, который может быть эффективнее отдельных средств первой линии, но его использование в I триместре ограничивают из-за возможного небольшого увеличения риска пороков развития.
Возможно краткосрочное назначение глюкокортикоидов (предпочтительно преднизолона или гидрокортизона).
Применение медицинской марихуаны, несмотря на возможное подавление тошноты, противопоказано из-за риска неблагоприятных нейрокогнитивных последствий у ребёнка.

### Немедикаментозное лечение
При немедикаментозном лечении рвоты у беременных, особое внимание уделяется диете. Рекомендуется употреблять разнообразную легкоусвояемую пищу, богатую витаминами, в небольших порциях каждые 2—3 часа, лёжа в постели. Для уменьшения тошноты, можно пить минеральную щелочную воду без газа в небольших объёмах. При более серьёзных случаях, назначаются смеси для энтерального питания.